# Allas-les-Mines
Allas-les-Mines (okzitanisch: Alàs) ist ein südwestfranzösischer Ort und eine Gemeinde mit 195 Einwohnern (Stand 1. Januar 2022) in der alten Kulturlandschaft des Périgord im Département Dordogne in der Region Nouvelle-Aquitaine.

## Lage
Allas-les-Mines liegt etwa 20 Kilometer (Fahrtstrecke) südwestlich von Sarlat-la-Canéda bzw. 25 Kilometer südlich von Montignac-Lascaux in einer Höhe von etwa 60 Metern ü. d. M. am Südufer der Dordogne.

## Bevölkerungsentwicklung
| Jahr      | 1968 | 1975 | 1982 | 1990 | 1999 | 2006 | 2018 |
| Einwohner | 236  | 198  | 185  | 203  | 224  | 208  | 200  |

Im 19. Jahrhundert hatte der Ort meist deutlich über 400 Einwohner. Die Reblauskrise im Weinbau und der Verlust von Arbeitsplätzen durch die Mechanisierung der Landwirtschaft haben seitdem zu einem deutlichen Bevölkerungsrückgang geführt.

## Wirtschaft
Bis in die heutige Zeit spielt die Landwirtschaft die größte Rolle im Wirtschaftsleben der Gemeinde: Der ehemals auch hier betriebene Weinbau ist jedoch nach der Reblauskrise gänzlich aufgegeben worden; Tabak und Mais sind ebenfalls auf dem Rückzug – stattdessen dominieren Walnuss-, Eßkastanien- und Obstbäume die Region. Auch Gänseleberpastete (foie gras) und Trüffel zählen zu den kulinarischen Spezialitäten der Region. Einige leerstehende Häuser werden als Ferienwohnungen (gîtes) vermietet.

## Geschichte

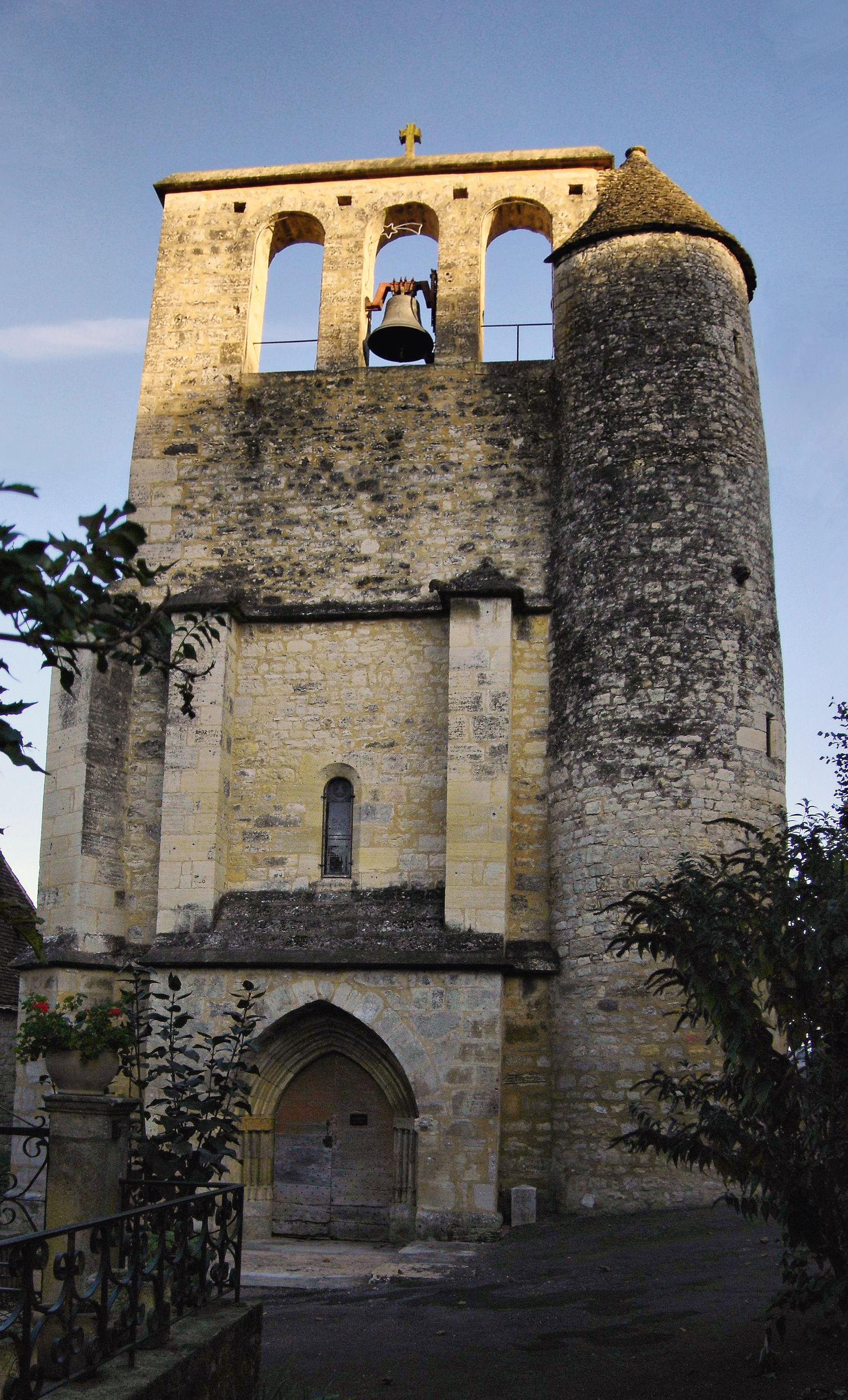
Kirche Saint-Martin et Sainte-Croix – der seitliche Treppenturm mit seinen schießschartenähnlichen Lichtöffnungen beinhaltet eine mittelalterliche Wendeltreppe.

Im Jahr 1986 gemachte Funde beweisen die Existenz eines Landgutes, das bereits zur Römerzeit Wein produzierte.
Die erstmalige mittelalterliche Erwähnung des Ortes stammt aus dem Jahr 1218. In der Zeit des Hundertjährigen Krieges (1337–1453) hatten die Vizegrafen von Turenne zu Füßen des Ortes Landbesitz.
Wegen einer in der Nähe befindlichen Braunkohlegrube erhielt der Ort im Jahr 1910 den Beinamen les Mines; der Abbau ist jedoch bereits in den 1950er Jahren eingestellt worden.

## Sehenswürdigkeiten
- Die Kirche Saint Martin-Sainte-Croix hat eine strenge, aber imposante Fassade mit einem gotischen Archivoltenportal, einem dreigeteilten Glockengiebel (clocher mur) und einem seitlichen Treppenturm. Das einschiffige Innere der Kirche ist dreijochig und wurde im Verlauf der Jahrhunderte immer wieder verändert. Dennoch wurde der Bau im Jahr 1984 als Monument historique[1] anerkannt.
- Das nahe beim Ortszentrum stehende und eher schmucklose Château de Ferrières ist ein in Privatbesitz befindlicher Bau des 13. bis 18. Jahrhunderts. Während der Revolutionsjahre wurde ein Flügel zerstört.
- Das außerhalb des Ortes befindliche Château de Goudou stammt im Wesentlichen aus dem 15. bis 17. Jahrhundert; es befindet sich ebenfalls in Privatbesitz.

Umgebung
- Das im Jahr 1938 von Josephine Baker gemietete und 1947 gekaufte Château Les Milandes liegt etwa vier Kilometer südöstlich.